# Franciszek Cegiełka
Franciszek Antoni Cegiełka, kryptonimy Ceg., FG, Efce, ks. dr Efce, ii (ur. 16 marca 1908 w Grabowie nad Prosną, zm. 11 lutego 2003 w Buffalo w Stanach Zjednoczonych) – ksiądz pallotyn, działacz polonijny, Rektor Polskiej Misji Katolickiej we Francji, teolog dogmatyk.

## Życiorys
Urodził się w 1908 w Grabowie w Kaliskiem jako syn Marcina i Marii z domu Nieszczęsna; miał ośmioro rodzeństwa. W 1924 wstąpił do pallotyńskiego nowicjatu w Wadowicach na Kopcu. Pierwsze śluby złożył 7 października 1926. W latach 1927–1931 studiował teologię na rzymskim Uniwersytecie Gregoriańskim, kończąc studia w 1931 doktoratem. 4 kwietnia tego samego roku, również w Rzymie, przyjął święcenia kapłańskie, uzyskawszy wcześniej dyspensę wobec braku wymaganego prawem kanonicznym wieku.

### Posługa we Francji
W latach 1931–1932 pracował w Polskiej Misji Katolickiej we Francji, gdzie w kilku diecezjach i departamentach (Calvados, Seine Inférieure, La Manche) zajmował się opieką duszpasterską polskich emigrantów-robotników rolnych. Po powrocie do Polski został wychowawcą i wykładowcą w Małym Seminarium Duchownym w Chełmnie (1933-1934), a następnie w Wyższym Seminarium Duchownym w Wadowicach na Kopcu (1935).
W 1936 ponownie wyjechał do pracy we Francji. Miał zajmować się rozwijaniem miejscowych placówek pallotyńskich, ale wobec kryzysu w Polskiej Misji Katolickiej został w lipcu 1937 z nominacji prymasa Hlonda rektorem tego centrum zarządzania polskim duszpasterstwem emigracyjnym; faktycznie kierował Misją już od grudnia 1936, zastępując ks. Witolda Paulusa. W maju 1937 uczestniczył w VII Zebraniu Generalnym Pobożnego Stowarzyszenia Misyjnego w Rzymie jako asystent ks. Jana Maćkowskiego. W okresie poprzedzającym wybuch II wojny światowej dał się poznać jako skuteczny organizator, utalentowany katecheta i sprawny dyplomata. Od września 1939 pomagał uchodźcom z okupowanej Polski, organizując m.in. Caritas i polską szkołę średnią (Gimnazjum i Liceum im Cypriana Norwida). We wrześniu 1939 przyjmował w polskim kościele w Paryżu przysięgę na Ewangelię składaną przez prezydenta RP na Uchodźstwie Władysława Raczkiewicza oraz organizował w intencji Polski nabożeństwa, transmitowane przez rozgłośnie radiowe.
Po zajęciu Francji przez wojska niemieckie ks. Cegiełka został w październiku 1940 aresztowany przez gestapo (jego funkcję przejął czasowo inny pallotyn ks. Czesław Wędzioch), był więziony m.in. w Paryżu, Trewirze i Berlinie, następnie wysłany do obozu koncentracyjnego w Sachsenhausen, a potem w Dachau. W obozie zetknął się osobiście z założycielem Ruchu Szensztackiego Josefem Kentenichem. Uważany był za duchowego przywódcę polskich księży więzionych w obozach koncentracyjnych; wyzwolenia przez Amerykanów doczekał pod koniec kwietnia 1945 i niebawem powrócił do obowiązków w Polskiej Misji Katolickiej we Francji. Uzyskał m.in. korzystną, długoletnią dzierżawę gmachu dawnego seminarium irlandzkiego w Paryżu, lokując w nim Polskie Seminarium Duchowne. Cieszył się uznaniem władz emigracyjnych i francuskich, czego wyrazem stały się m.in. odznaczenia Złotym Krzyżem Zasługi z Mieczami (1945) od prezydenta Raczkiewicza oraz Legią Honorową i La Croix de Guerre avec Palme od rządu Francji.
W latach powojennych ks. Cegiełka konsekwentnie odmawiał współpracy z przedstawicielami dyplomatycznymi rządu Polski Ludowej Stanisławem Skrzeszewskim i Jerzym Putramentem, co wywołało konflikty dyplomatyczne, łącznie z naciskami na prowincjała pallotynów w Polsce Jana Maćkowskiego oraz interwencjami u nuncjusza w Paryżu Roncallego (późniejszego papieża Jana XXIII) o odwołanie rektora Polskiej Misji Katolickiej. Ostatecznie Cegiełka sam zrezygnował z funkcji we wrześniu 1947 i udał się do Rzymu, gdzie przez rok był sekretarzem nowego generała zgromadzenia ks. Wojciecha Turowskiego oraz głosił rekolekcje dla księży i sióstr zakonnych. W 1948 wyjechał na stałe do pracy w USA.

### Wyjazd do USA
W USA pracował początkowo jako rekolekcjonista polskich zgromadzeń sióstr zakonnych, prowadzących szkoły w wielu parafiach. Tłumaczył i wydawał książki religijne, szczególnie dotyczące duchowości zakonnej i życia wewnętrznego. Od 1967 wykładał teologię w amerykańskich kolegiach uniwersyteckich: 1967-1971 w Felician College w Lodi, 1971-1976 w Holy Family College w Filadelfii, 1971 w Caldwell College (New Jersey), 1973 na University Notre Dame w Notre Dame (Indiana). Dla pogłębienia znajomości religii azjatyckich odbył w 1970 podróż po Dalekim Wschodzie, odwiedzając m.in. Pakistan, Indie, Japonię, Tajlandię. Brał udział w pracach nad listem pasterskim amerykańskiego episkopatu o wartościach moralnych, ogłoszonym w listopadzie 1976. W 1972 i 1974 został zaliczony do wyróżniających się pedagogów z tytułem Oustanding Educator of America.
W 1976 przeszedł jako wykładowca uniwersytecki na emeryturę, ale pozostawał nadal aktywny jako rekolekcjonista i duszpasterz. Osiadł w North Tonawanda, gdzie w 1978 z nominacji Rady Regii Francuskiej został rektorem (przełożonym) domu; był również delegatem prowincjała w USA, a po przekazaniu tych obowiązków ks. Kazimierzowi Parzyszkowi w sierpniu 1981 został dwa lata później mianowany kustoszem Sanktuarium Dzieciątka Jezus w North Tonawanda. Dążył do rozwoju tego sanktuarium, inicjując m.in. ruch pielgrzymkowy z całego stanu Nowy Jork oraz tworząc kaplicę o wystroju nawiązującym do objawień św. Faustyny. W latach 70. i 80. kilkakrotnie przyjeżdżał do Polski i głosił referaty na konferencjach teologicznych. Do późnej starości prowadził obszerną korespondencję. Zmarł w lutym 2003 w wieku 95 lat, cierpiąc w ostatnich latach na chorobę Alzheimera.

## Publikacje
Bibliografia ważniejszych prac ks. Franciszka Cegiełki, bez uwzględnienia drobnych pozycji (recenzji, artykułów, listów, wywiadów, a także materiałów niepublikowanych), liczy 98 pozycji, w tym kilkanaście książek. Były to zarówno dzieła z chrystologii, eklezjologii i życia religijnego, jak i artykuły dotyczące życia polskiej emigracji i posługi duszpasterskiej wśród uchodźców oraz prace historyczne. Kilka publikacji poświęcił świętej Faustynie Kowalskiej oraz założycielce felicjanek błogosławionej Marii Angeli Truszkowskiej. Prace publikował w języku polskim i angielskim (kilka pozycji ukazało się w obu językach), posługiwał się także łaciną, greką, niemieckim, francuskim i włoskim. W USA swoje publikacje sygnował Francis A. Cegielka.
Niektóre publikacje:
- Msza Jubileuszowa Ojca świętego i pierwsza komunia św. dzieci otrzymana z rąk papieża („Mały Apostoł”, 1929, nr 3)
- Apostołki prasy katolickiej („Przewodnik Katolicki”, 1930, nr 37)
- Koła misyjne w Seminariach Duchownych („Przewodnik Katolicki”, 1930, nr 26)
- Królowa Różańca św. z Fatima. Fatima drugie Lourdes („Królowa Apostołów”, 1930, nr 10)
- Dzień katolickiej emigracji polskiej we Francji („Królowa Apostołów”, 1931, nr 12)
- Wielebny sługa Boży ks. Wincenty Pallotti - a misje („Kalendarz Królowej Apostołów”, 1932)
- Wśród Polaków we Francji („Królowa Apostołów”, 1932, nr 6)
- Żniwo wielkie ale robotników mało („Kalendarz Królowej Apostołów”, 1932)
- Chrystianizm wobec zamachu na dziecko („Rodzina Polska”, 1934, nr 12)
- Niedomagania rodziny polskiej na emigracji. Z życia naszych emigrantów we Francji („Królowa Apostołów”, 1934, nr 2)
- Szlakiem tułaczy. Garść przeżyć z pracy duszpasterskiej we Francji (Warszawa 1934)
- Pallotyni w Polsce (Warszawa 1935)
- Dobra Matka (Amiens 1935)
- Mistyka Ojczyzny. Rozważania więźnia politycznego (Chevilly 1946, nowsze wydanie: ISBN 83-87538-44-2, Warszawa 1999)
- Centenario de la muerte y beatification de Vinc. Pallotti 1850-1950 (Montevideo 1950)
- Oblubienica Chrystusa w służbie odkupienia (Buffalo 1951)
- Wynagrodzicielska mistyka Nazaretu (Filadelfia 1951)
- Msza święta szkołą życia zakonnego (Buffalo 1953)
- Siostra Faustyna Kowalska - Szafarka Miłosierdzia Bożego (North Tonawanda 1954)
- Życie ukryte "Nazaretu" (Filadelfia 1954)
- The Pierced Heart - The life of Mother Mary Angela Truszkowska (Milwaukee 1955)
- Life On Rocks. Among the natives of the Union of South Africa (North Tonawanda 1957)
- In the Service of Redemption - Religious Life a Living Mass (North Tonawanda 1959)
- Spiritual Theology for Novices (Lodi 1961)
- Duchowość Nazaretu (Milwaukee 1963)
- Songs of Love (Lodi 1963)
- Three Hearts - Meditations (dwa tomy, Milwaukee 1963-1964)
- Ecclesiology and Chrystology (Lodi 1968-1969)
- God of Relevations (Lodi 1968-1969)
- All Things New. Radical Reform and Religion Life (Nowy Jork 1969)
- All Thing New - Vatican Theology of Religious Life (Nowy Jork 1969)
- Handbook of Ecclesiology and Chrystology (Nowy Jork 1971)
- Nuncjusz apostolski A. G. Roncalli na tle zatargu Polskiej Misji Katolickiej w Paryżu z Ambasadą Tymczasowego Rządu Warszawskiego w latach 1945-1947 (broszura wydana w USA, 1976)
- Nuncjusz A. G. Roncalli w Paryżu ("Zeszyty Historyczne", 1977, nr 39)